# Schwarzangler
Die Schwarzangler oder Tiefseeteufel (Melanocetus, Melanocetidae (Gr.: Melanos = "Schwarzes", cetus = "Wal" oder "Seemonster")) sind kleine Tiefseefische, die weltweit in tropischen bis gemäßigten Zonen des Atlantik, Pazifik und des Indischen Ozean leben. Eine Art ist nur aus dem antarktischen Rossmeer bekannt.

## Aussehen
Weibliche Schwarzangler werden 11 bis 18 Zentimeter lang. Sie haben einen weichen, meist schuppenlosen Körper, der schwarz bis dunkelbraun gefärbt ist, einen großen Kopf mit kleinen Augen und ein großes Maul, das nur bei den Weibchen mit langen, dolchartigen Zähnen bestückt ist. Der Kiefer ist nicht vorstreckbar (nicht protraktil). Der Bulbus olfactorius ist einfach gebaut. Eine aus dem ersten Hartstrahl der Rückenflosse gebildete muskulöse „Angel“ (Illicium) ist manchmal vorhanden.
Flossenformel: Dorsale 12–17, Anale 3–4.
Bauchflossen fehlen.
Unter Schwarzanglern gibt es einen starken sexuellen Dimorphismus. Während Weibchen eine Länge von 11 bis 18 Zentimeter erreichen können, sind die Männchen degeneriert und bleiben bei Längen unter drei Zentimetern. Ihre Haut ist stachelig. Sie sind aber keine parasitischen Zwergmännchen, sondern frei beweglich und ernähren sich selbstständig. In ihren Mägen fand man vor allem Ruderfußkrebse (Copepoda).
Wie viele Tiefseefische haben auch Schwarzangler Leuchtorgane. Die Biolumineszenz wird von Bakterien aus der Familie Vibrionaceae produziert. Bei einem Exemplar von Melanocetus johnsonii, das nach dem Fang noch einige Minuten weiterlebte, glühte die Esca (der „Köder“ an der „Angel“) in einem hellen Goldorange. Während einer Minute wurde das Licht vier- bis fünfmal „ein“- und „ausgeschaltet“, indem eine dunkel pigmentierte Haut der Esca darüber geschoben und wieder zurückgezogen wurde.

## Lebensraum
Schwarzangler leben in Tiefen bis zu ca. 3.000 m. Ihre Larven scheinen in Tiefen um 100 m zu leben und mit zunehmender Reife in größere Tiefen hinabzusinken. Natürliche Feinde sind wenig bekannt, schließen aber Lanzenfische ein.

## Ernährung
Die Weibchen locken mit ihren Leuchtorganen ihre aus kleinen Krebsen, Laternenfischen und Borstenmäulern bestehende Beute an. Ihre sehr dehnbaren Mägen erlauben es ihnen, Beute zu verschlingen, die größer als sie selbst ist.

## Arten

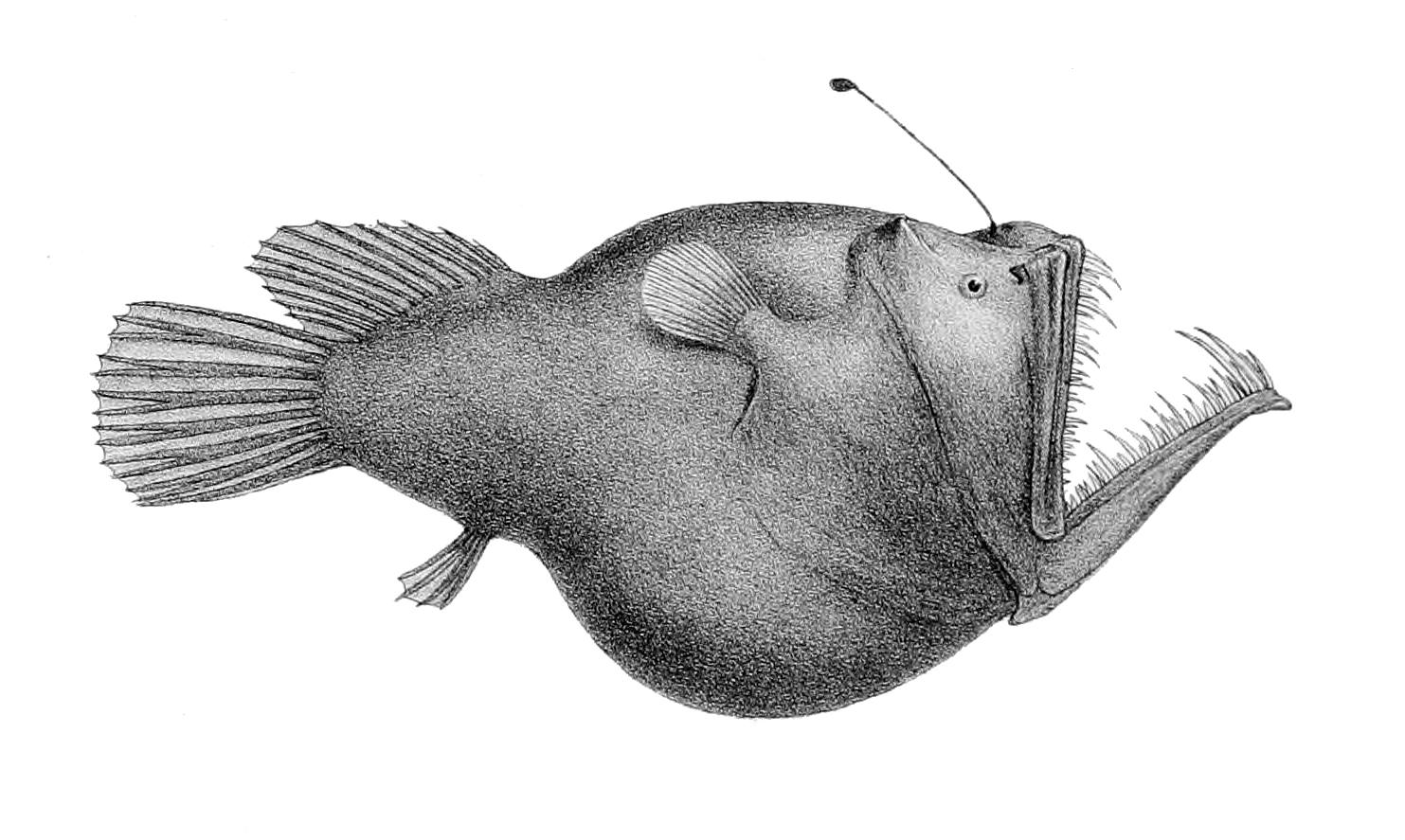
Melanocetus murrayi

- Melanocetus eustalus Pietsch & Van Duzer, 1980.
- Melanocetus johnsonii Günther, 1864.
- Melanocetus murrayi Günther, 1887.
- Melanocetus niger Regan, 1925.
- Melanocetus polyactis Regan, 1925
- Melanocetus rossi Balushkin & Fedorov, 1981.